# Trinitapoli
Trinitapoli is een gemeente in de Italiaanse provincie Barletta-Andria-Trani (tot 2008: Foggia) (regio Apulië) en telt 14.414 inwoners (31-12-2004). De oppervlakte bedraagt 147,6 km2, de bevolkingsdichtheid is 98 inwoners per km2.

## Demografie
Trinitapoli telt ongeveer 4894 huishoudens. Het aantal inwoners steeg in de periode 1991-2001 met 6,2% volgens cijfers uit de tienjaarlijkse volkstellingen van ISTAT.
| Jaar | Inwoneraantal |
| ---- | ------------- |
| 1991 | 13.604        |
| 2001 | 14.448        |

## Geografie
Trinitapoli grenst aan de volgende gemeenten: Barletta (BA), Cerignola, Margherita di Savoia, San Ferdinando di Puglia, Zapponeta.

## Geboren
- Antonio Landriscina (1885-1974), componist, dirigent en bugelist

Andria · Barletta · Bisceglie · Canosa di Puglia · Margherita di Savoia · Minervino Murge · San Ferdinando di Puglia · Spinazzola · Trani · Trinitapoli
1. ↑  https://demo.istat.it/?l=it.